# Hirminiya
Hirminiya (nep. हिर्मिनिया) – gaun wikas samiti w zachodniej części Nepalu w strefie Bheri w dystrykcie Banke. Według nepalskiego spisu powszechnego z 2001 roku liczył on 1193 gospodarstw domowych i 7157 mieszkańców (3378 kobiet i 3779 mężczyzn).